# Лас-Монедас
Лас-Монедас (ісп. Cueva de Las Monedas) — печера, розташована на схилі Монте-Кастильо в Пуенте-Вьєсго, Кантабрія. Занесена до списку Всесвітньої спадщини ЮНЕСКО (Альтаміра і наскельний живопис Північної Іспанії). Загальна довжина близько 600 м, з яких для відвідування доступні тільки 160 м.
Печеру було відкрито в 1952 році Ісідро Бланко і спочатку вона дістала назву «Ведмедяча печера» (ісп. Cueva de los osos), через знайдені на поверхні рештки ведмедя. Згодом у науковій і популярній літературі закріпилася нова, сучасна назва Las Monedas — «Печера монет», по знайдених під час дослідження 23 монетах епохи Католицьких королів.
Окрім різних форм натічних утворень (сталактитів, сталагмітів та інших), у Лас-Монедасі збереглися наскельні малюнки епохи верхнього палеоліту — зображення коней, сарни, ведмедів тощо. Вік малюнків близько 12 тис. років до н. е.